# Cratere Ajax
Ajax è un cratere sulla superficie di Teti.